# Děvče za výkladem
Děvče za výkladem je český film režiséra Miroslava Cikána z roku 1937.

## Obsazení
| Hana Vítová         | Inka                                   |
| Helena Bušová       | Božka, přítelkyně Inky                 |
| Zdeněk Hora         | řidič Ferda, Božčin bratr              |
| Antonie Nedošinská  | Anna Hurychová, Inčina teta            |
| Marta Májová        | spisovatelka Jarmila Kotrbová-Židlická |
| Raoul Schránil      | herec Viktor, syn Kotrbové-Židlické    |
| Vlasta Hrubá        | Barča zvaná Béry, služka u Židlických  |
| Václav Trégl        | domovník Pírko                         |
| Bedřich Veverka     | ředitel obchodního domu Jan Skoch      |
| Vladimír Hlavatý    | zástupce filmové výroby                |
| Zdenka Sulanová     | dělnice ve výrobně umělých květin      |
| Milada Smolíková    | žena s dítětem                         |
| Marie Ježková       | zákaznice v květinářství               |
| Štefan Munk         | návrhář v obchodním domě               |
| Bedřich Frank       | strážník                               |
| Milka Balek-Brodská | drbna Šimůnková                        |
| Ella Nollová        | Fafejtová, sousedka Šimůnkové          |
| Ladislav Hemmer     | filmový režisér                        |
| Václav Huňka        | kameraman                              |
| Antonín Kubový      | osvětlovač                             |
| Božena Šustrová     | dělnice ve výrobně umělých květin      |
| Květa Horská        | dělnice ve výrobně umělých květin      |
| Marie Norrová       | dělnice ve výrobně umělých květin      |
| Marie Hallerová     | dělnice ve výrobně umělých květin      |

## Tvůrci
- Hudba: Julius Kalaš
- Kamera: Jan Roth
- Námět: Julius Kalaš
- Režie: Miroslav Cikán
- Scénář: Miroslav Cikán, Julius Kalaš
- Střih: Antonín Zelenka
- Další údaje: černobílý, 96 min, drama